# Palmar de Varela
Palmar de Varela ist eine Gemeinde (municipio) in Kolumbien im Departamento Atlántico.

## Geografie
Palmar de Varela liegt 23 km südlich von Barranquilla im Delta des Río Magdalena nahe der kolumbianischen Karibikküste auf einer Höhe von 10 m ü. NN. Die Jahresdurchschnittstemperatur beträgt 28 °C. Die Gemeinde grenzt im Norden an Santo Tomás, im Süden an Ponedera, im Osten an den Río Magdalena und die Gemeinden Sitionuevo und Remolino im Departamento del Magdalena und im Westen an Santo Tomás und Ponedera.

## Bevölkerung
Die Gemeinde Palmar de Varela hat 31.969 Einwohner, von denen 30.693 im städtischen Teil (cabecera municipal) der Gemeinde leben (Stand: 2022).

## Geschichte
Vor der Ankunft der Spanier war die Region von indigenen Völkern besiedelt. Das Gebiet des heutigen Palmar de Varela wurde 1533 von Pedro de Heredia für die Spanier erkundet. Ein Vorgängerort während der Kolonialzeit hatte den Namen Juncalejo. Palmar de Varela selbst wurde wahrscheinlich in den 1770er Jahren von Catalino Varela gegründet. 1856 wurde Palmar de Varela zur Gemeinde.

## Wirtschaft
Die wichtigsten Wirtschaftszweige von Palmar de Varela sind Landwirtschaft und Rinderproduktion.